# 카라타어
카라타어(Karata)는 러시아 다게스탄 남부의 카라타족이 사용하는 북동캅카스어족 안디어군의 언어이다. 전통적으로 카라타어를 사용하는 10개의 마을이 있는데 Karata, Anchix, Tukita, Rachabalda, Lower Inxelo, Mashtada, Archo, Chabakovo, Racitl, 그리고 과거 Siux이다. 화자들은 아바르어를 문어로 사용한다.
언어는 크게 카라타어와 투키타어(Tukita)라는 양대 방언으로 구분되는데 둘은 음운과 형태론에 약간의 차이가 있지만 서로 의사소통이 가능하다. 그럼에도 간혹 투키타어는 어휘통계학에 근거하여 별개 언어로 구분된다.